# پیم (رود)
پیم (به لاتین: Pim) یک رود در روسیه است که در ناحیه خودگردان خانتی-مانسی واقع شده‌است.